# British Deaf Association
La British Deaf Association (in lingua italiana Associazione dei Sordi Britannica) è l'associazione della comunità sorda britannica.